# Held to Answer
Held to Answer è un film muto del 1923 diretto da Harold M. Shaw che aveva come interpreti House Peters, Evelyn Brent, Grace Carlyle, John St. Polis, James Morrison, Lydia Knott, Bull Montana. La sceneggiatura si basa su Held To Answer, romanzo di Peter Clark MacFarlane pubblicato a Boston nel 1916.

## Trama
John Hampstead abbandona il palcoscenico e Marian, la fidanzata attrice, per diventare pastore in una città del West. Lei, però, non lo lascia perdere. Prima cerca di riconquistarlo; poi, davanti alle sue ripulse, pensa di vendicarsi di lui screditandolo presso la sua congregazione con lo scopo di rovinargli la reputazione. Accusato di avere rubato dei gioielli, John non può difendersi dalle accuse perché altrimenti metterebbe nei guai il vero ladro, il fratello scapestrato di Bessie, la sua nuova fidanzata. Messo alle strette dai fedeli che gli chiedono di andarsene, John decide di lasciare la chiesa. Sarà l'intervento del vero colpevole a rivelare a tutti la verità quando il giovane Rollie confesserà di essere lui il ladro.

## Produzione
Il film fu prodotto dalla Metro Pictures Corporation. Il Motion Picture News del 1º settembre 1923 riportò la notizia che la troupe era recentemente ritornata da San Francisco e da Oakland, dove avevano avuto luogo le riprese del film. L'Exhibitors Trade Review, dal canto suo, scriveva che Evelyn Brent si era ammalata e che il regista insieme al cameraman si era recato a casa sua per riprendere una mezza dozzina di primi piani dell'attrice che gli servivano per completare il film.

## Distribuzione
Il copyright del film, richiesto dalla Metro Pictures, fu registrato il 24 ottobre 1923 con il numero LP19528.
Distribuito dalla Metro Pictures Corporation, il film uscì nelle sale statunitensi il 22 novembre 1923. Non si conoscono copie ancora esistenti della pellicola che viene considerata presumibilmente perduta.